# Zulunigma incognita
Genre
Synonymes
- Aenigma Wesołowska & Haddad, 2009 nec Newman, 1836

Espèce
Synonymes
- Aenigma incognita Wesołowska & Haddad, 2009

Zulunigma incognita, unique représentant du genre Zulunigma, est une espèce d'araignées aranéomorphes de la famille des Salticidae.

## Distribution
Cette espèce se rencontre en Afrique du Sud et au Zimbabwe.

## Description
La carapace de la femelle holotype mesure 3,1 mm de long sur 2,3 mm et l'abdomen 3,3 mm de long sur 2,3 mm.

## Publications originales
- Wesołowska & Haddad, 2009 : Jumping spiders (Araneae: Salticidae) of the Ndumo Game Reserve, Maputaland, South Africa. African Invertebrates, vol. 50, no 1, p. 13-103.
- Wesołowska & Cumming, 2011 : New species and records of jumping spiders (Araneae, Salticidae) from Sengwa Wildlife Research Area in Zimbabwe. Journal of Afrotropical Zoology, vol. 7, p. 75-104.